# Citropsis
Citropsis é um género botânico pertencente à família Rutaceae.

## Espécies
- Citropsis angolensis
- Citropsis articulata
- Citropsis citrifolia
- Citropsis daweana
- Citropsis gabunensis
- Citropsis gilletiana
- Citropsis latialata
- Citropsis le-testui
- Citropsis mirabilis
- Citropsis noldeae
- Citropsis preussii
- Citropsis schweinfurthii
- Citropsis tanakae
- Citropsis zenkeri